# Tipula (Lunatipula) loewiana
Tipula (Lunatipula) loewiana is een tweevleugelige uit de familie langpootmuggen (Tipulidae). De soort komt voor in het Nearctisch gebied.